# 1965 w lotach kosmicznych
| Data                 | Ładunek                                                                | Rakieta             | Opis |
| -------------------- | ---------------------------------------------------------------------- | ------------------- | --- |
| 22 stycznia 1965     | TIROS 9                                                                | Thor Delta C        | Pierwszy satelita meteorologiczny, który wykonał mapę pogodową całego świata. Operował na orbicie zbliżonej do polarnej. |
| 3 lutego 1965        | OSO 2                                                                  | Thor Delta C        | Drugie amerykańskie obserwatorium Słońca. Jako pierwszy w historii wyniósł na orbitę koronograf. |
| 11 lutego 1965       | LES 1                                                                  | Titan 3A            | Wojskowy technologiczny satelita telekomunikacyjny. W 2013 roku amerykański radioamator odebrał sygnały telemetryczne z tego satelity. |
| 16 lutego 1965       | Pegasus 1                                                              | Saturn I            | W ramach programu Pegasus badał mikrometeoroidy, w celu opracowania lepszej ochrony statków Apollo. |
| 17 lutego 1965       | Ranger 8                                                               | Atlas Agena B       | W ramach programu Ranger, tuż przed planowym zderzeniem się z Księżycem, wykonał 7137 zdjęć jego powierzchni. |
| 21 lutego 1965       | Kosmos 54 Kosmos 55 Kosmos 56                                          | Kosmos              | 9, 10 i 11 satelita komunikacyjny z serii Strzała 1. |
| 22 lutego 1965       | Kosmos 57                                                              | Woschod             | Bezzałogowy test załogowego statku kosmicznego Woschod |
| 26 lutego 1965       | Kosmos 58                                                              | Wostok              | Eksperymentalny satelita meteorologiczny, służący do testowania rozwiązań technicznych dla opracowywanych satelitów meteorologicznych typu Meteor. |
| 9 marca 1965         | Poppy 4B GGSE 2 GGSE 3 Poppy 4A SECOR 3 OSCAR 3 SURCAL 2B Dodecapole 1 | Thor Agena D        | * Poppy 4B i 4A były to satelity wywiadu radioelektronicznego typu Poppy, służące do zbierania danych o radzieckich radarach obrony powietrznej i antybalistycznej. * GGSE 2 i GGSE 3 wojskowe satelity technologiczne służące do testowania metod stabilizowania statków kosmicznych. * SECOR 3 to wojskowy satelita naukowy, służący do badań z dziedziny geodezji i nawigacji satelitarnej. * OSCAR 3 to pierwszy amatorski satelita zasilany ogniwami słonecznymi, który także jako pierwszy retransmitował sygnały z Ziemi. * SURCAL 2B wojskowy satelita technologiczny, badał także hamowanie atmosferyczne w górnych warstwach atmosfery. * Dodecapole 1 to wojskowy satelita technologiczny, badający nowe rozwiązania satelitów zwiadu elektronicznego. |
| 11 marca 1965        | Transit O-3 SECOR 2                                                    | Atlas Agena B       | * Trzeci wojskowy operacyjny satelita nawigacyjny. * SECOR 2 to wojskowy satelita naukowy, służący do badań z dziedziny geodezji i nawigacji satelitarnej. |
| 21 lutego 1965       | Kosmos 61 Kosmos 62 Kosmos 63                                          | Kosmos              | 12, 13 i 14 satelita komunikacyjny z serii Strzała 1. |
| 18 marca 1965        | Woschod 2                                                              | Woschod             | Załogowy lot kosmiczny w ramach programu Woschod. Po raz pierwszy wykonano spacer kosmiczny. Załogę stanowili: Paweł Bielajew i Aleksiej Leonow. |
| 21 marca 1965        | Ranger 9                                                               | Atlas Agena B       | W ramach programu Ranger wykonał serię zdjęć tuż przed planowym uderzeniem w powierzchnię Księżyca. Zdjęcia były bezpośrednio transmitowane do telewizji publicznej. |
| 23 marca 1965        | Gemini 3                                                               | Titan II            | Pierwszy załogowy lot w ramach programu Gemini, pierwszy wieloosobowy amerykański lot kosmiczny. Załogę stanowili Virgil Grissom i John Young. |
| 3 kwietnia 1965      | Snapshot SECOR 4                                                       | Atlas Agena D       | * Wojskowy satelita technologiczny wyposażony w reaktor jądrowy, który miał zasilać silnik jonowy. * SECOR 4 to wojskowy satelita naukowy, służący do badań z dziedziny geodezji i nawigacji satelitarnej. |
| 6 kwietnia 1965      | Intelsat 1                                                             | Thor Delta D        | Pierwszy komercyjny satelita telekomunikacyjny operujący na orbicie geostacjonarnej. |
| 23 kwietnia 1965     | Mołnia 1-01                                                            | Mołnia              | Pierwszy cywilny radziecki satelita telekomunikacyjny. Dwa dni po starcie dokonał transmisji sygnału telewizyjnego pomiędzy Moskwą a Władywostokiem. |
| 6 maja 1965          | LES 2 LCS 1                                                            | Titan 3A            | * Wojskowy satelita łącznościowy służący do testowania nowych technologii telekomunikacyjnych. * Wojskowy satelita technologiczny mający formę wykonanej z aluminium kuli, służący do kalibracji radarów. |
| 9 maja 1965          | Łuna 5                                                                 | Mołnia              | Nieudana próba miękkiego lądowania na powierzchni Księżyca. Z powodu awarii układu kierowania, sonda uderzyła w jego powierzchnię. |
| 20 maja 1965         | DMSP Block 3 F1                                                        | Thor Burner 1       | Wojskowy satelita meteorologiczny. |
| 25 maja 1965         | Pegasus 2                                                              | Saturn I            | W ramach programu Pegasus badał mikrometeoroidy, w celu opracowania lepszej ochrony statków Apollo. |
| 29 maja 1965         | Explorer 28                                                            | Thor Delta C        | Satelita należący do programu Explorer, badał promieniowanie kosmiczne w przestrzeni międzyplanetarnej. |
| 3 czerwca 1965       | Gemini 4                                                               | Titan II            | Drugi załogowy lot programu Gemini. W trakcie czterodniowego lotu astronauta Edward Higgins White przeprowadził pierwszy amerykański spacer kosmiczny. Dowódcą misji był James McDivitt. |
| 8 czerwca 1965       | Łuna 6                                                                 | Mołnia              | Nieudana próba miękkiego lądowania na powierzchni Księżyca. Z powodu awarii układu kierowania, sonda minęła Księżyc w odległości 159 tysięcy kilometrów. |
| 18 czerwca 1965      | Transtage 5                                                            | Titan IIIA          | Udany test górnego członu rakietowego Transtage. |
| 24 czerwca 1965      | Transit O-4                                                            | Thor Able Star      | Czwarty operacyjny wojskowy satelita nawigacyjny. |
| 2 lipca 1965         | TIROS 10                                                               | Thor Delta C        | Drugi amerykański satelita meteorologiczny, który wykonał mapę pogodową całego świata. Operował na orbicie zbliżonej do polarnej. |
| 16 lipca 1965        | Kosmos 71 Kosmos 72 Kosmos 73 Kosmos 74 Kosmos 75                      | Kosmos              | Wojskowe satelity komunikacyjne z serii Strzała 1. Kolejne z serii satelitów, od 15 do 19. |
| 16 lipca 1965        | Proton 1                                                               | Proton              | Pierwszy ładunek wyniesiony przez rakietę Proton. Satelita miał masę 8300 kg i służył do badania promieniowania kosmicznego. |
| 18 lipca 1965        | Zond 3                                                                 | Mołnia              | Sonda testowała urządzenia dla przyszłych misji badających Księżyc. Misja zakończona sukcesem, sonda przeleciała w pobliżu Księżyca i wykonała 25 zdjęć jego powierzchni. |
| 20 lipca 1965        | Vela 3A Vela 3B ERS 17                                                 | Atlas Agena D       | * Vela 3A i 3B miały wykrywać eksplozje atomowe na Ziemi w ramach kontroli porozumień ograniczających próbne wybuchy jądrowe. Dodatkowo badały promieniowanie kosmiczne. * ERS 17 badał promieniowanie kosmiczne. |
| 30 lipca 1965        | Pegasus 3                                                              | Saturn I            | W ramach programu Pegasus badał mikrometeoroidy, w celu opracowania lepszej ochrony statków Apollo. |
| 10 sierpnia 1965     | SECOR 5                                                                | Scout B             | Wojskowy satelita geodezyjny |
| 11 sierpnia 1965     | Surveyor SD-2                                                          | Atlas Centaur LV-3C | W ramach programu Surveyor, badał model sondy księżycowej. |
| 13 sierpnia 1965     | Dodecapole 2 Tempsat 1 Transit O-5 Navspasur Rod Calsphere 4A SURCAL 5 | Thor Able Star      | * Dodecapole 2 - wojskowy satelita technologiczny służący testowaniu rozwiązań dla nowych satelitów zwiadu radioelektronicznego. * Tempsat 1 - wojskowy satelita technologiczny służący badaniu termicznej kontroli satelitów za pomocą stosowania czarnej farby. * Piąty wojskowy operacyjny satelita nawigacyjny. * Navspasur Rod - pasywny cel do kalibracji radarów, którego główny komponent stanowił rozwijany 60 metrowy drut. * Calsphere 4A - cel do kalibracji radarów. * SURCAL 5 - cel do kalibracji radarów. |
| 29 sierpnia 1965     | Gemini 5                                                               | Titan II            | Trzeci załogowy lot programu Gemini. Misja symulowała czas trwania przyszłej misji na Księżyc. Po raz pierwszy energii statkowi dostarczało ogniwo paliwowe. Załogę stanowili Gordon Cooper i Charles Conrad. |
| 3 września 1965      | Kosmos 80 Kosmos 81 Kosmos 82 Kosmos 83 Kosmos 84                      | Kosmos              | Wojskowe satelity komunikacyjne z serii Strzała 1. Kolejne z serii satelitów, od 20 do 24. |
| 10 września 1965     | DMSP Block 2 F1                                                        | Thor Burner 1       | Wojskowy satelita meteorologiczny. |
| 18 września 1965     | Kosmos 86 Kosmos 87 Kosmos 88 Kosmos 89 Kosmos 90                      | Kosmos              | Wojskowe satelity komunikacyjne z serii Strzała 1. Kolejne z serii satelitów, od 25 do 29. |
| 4 października 1965  | Łuna 7                                                                 | Mołnia              | Nieudana próba miękkiego lądowania na powierzchni Księżyca. Z powodu awarii układu kierowania, sonda uderzyła w jego powierzchnię. |
| 5 października 1965  | OV1-2                                                                  | Atlas D             | Wojskowy satelita eksperymentalny z serii OV1, służący do badania poziomu promieniowania kosmicznego. |
| 14 października 1965 | Mołnia 1-02                                                            | Mołnia              | Drugi cywilny radziecki satelita telekomunikacyjny. |
| 14 października 1965 | OGO 2                                                                  | Atlas Agena B       | Drugi satelita z serii OGO, przeznaczony do badań geofizycznych. |
| 2 listopada 1965     | Proton 2                                                               | Proton              | Drugi ładunek wyniesiony przez rakietę Proton. Satelita miał masę 8300 kg i służył do badania promieniowania kosmicznego. |
| 6 listopada 1965     | GEOS 1                                                                 | Delta E             | Satelita przeznaczony do badań geodezyjnych. Pierwszy działający satelita w ramach National Geodetic Satellite Program. |
| 12 listopada 1965    | Wenera 2                                                               | Mołnia              | Sonda kosmiczna w ramach programu Wenera, miała zarejestrować obraz Wenus i jej pole magnetyczne. Z powodu awarii łączności misja zakończona niepowodzeniem. |
| 16 listopada 1965    | Wenera 3                                                               | Mołnia              | Sonda pomyślnie dostarczyła lądownik, który wszedł w atmosferę Wenus. Z powodu awarii łączności na Ziemię nie dotarły jednak dane z wynikami pomiarów. |
| 19 listopada 1965    | SOLRAD 8                                                               | Scout X-4           | Satelita w ramach programu Explorer, badał promieniowanie emitowane przez Słońce. |
| 26 listopada 1965    | Astérix                                                                | Diamant A           | Pierwszy francuski satelita wyniesiony na orbitę. Satelita wystartował z Hamakir w Algierii, a jego jedynym wyposażeniem był nadajnik radiowy. |
| 29 listopada 1965    | Alouette 2 DME-A                                                       | Thor Agena B        | * Kanadyjski satelita naukowy do badań jonosfery. * DME-A - w ramach programu Explorer badał jonosferę. |
| 3 grudnia 1965       | Łuna 8                                                                 | Mołnia              | Nieudana próba miękkiego lądowania na powierzchni Księżyca. Z powodu awarii jednej z poduszek powietrznych, sonda uderzyła w powierzchnię Oceanu Burz. |
| 4 grudnia 1965       | Gemini 7                                                               | Titan II            | Czwarty załogowy lot programu Gemini. Celem misji było spotkanie na orbicie ze statkiem Gemini 6A. Załogę stanowili Frank Borman i James Lovell. |
| 6 grudnia 1965       | FR 1                                                                   | Scout X-4           | Drugi francuski sztuczny satelita. Badał jonosferę. Dane z satelity były odbierane przez stacje naziemne w czasie rzeczywistym. |
| 15 grudnia 1965      | Gemini 6A                                                              | Titan II            | Piąty załogowy lot programu Gemini. Celem misji było spotkanie na orbicie ze statkiem Gemini 7. Załogę stanowili Walter Schirra i Thomas Stafford. |
| 16 grudnia 1965      | Pioneer 6                                                              | Delta E             | Sonda kosmiczna wystrzelona w ramach programu Pioneer. Celem misji było badanie warunków panujących w przestrzeni międzyplanetarnej. Ostatni raz wyniki pomiarów sonda przesłała w 2000 roku. |
| 18 grudnia 1965      | Kosmos 100                                                             | Wostok              | Prototyp satelity meteorologicznego, który testował rozwiązania techniczne mające być zastosowane w satelitach meteorologicznych Meteor 1. |
| 21 grudnia 1965      | OV2-3 LES 4 OSCAR 4 LES 3                                              | Titan 3C            | * OV2-3 satelita naukowy w ramach programu OV. Z powodu awarii górnego stopnia Transtage nie osiągnął planowanej orbity geostacjonarnej. * LES 4 eksperymentalny satelita łącznościowy zbudowany w ramach programu Lincoln Experimental Satellite. * OSCAR 4 to amatorski sztuczny satelita komunikacyjny. 22 grudnia 1965 roku, jako pierwszy nawiązał łączność amatorską między Stanami Zjednoczonymi a ZSRR. * LES 3 w ramach programu LES badał propagację fal radiowych. |
| 22 grudnia 1965      | Transit O-6                                                            | Scout A             | Szósty wojskowy operacyjny satelita nawigacyjny. |
| 27 grudnia 1965      | Kosmos 102                                                             | 11A510              | Prototyp wojskowego satelity rozpoznawczego RORSAT. |
| 28 grudnia 1965      | Kosmos 103                                                             | Kosmos              | Testowy satelita telekomunikacyjny z serii Strzała 2. |